# Młyniewo Nowotomyskie
Młyniewo Nowotomyskie (niem. Südhof) – przystanek kolejowy we wsi Młyniewo, w woj. wielkopolskim, w Polsce. Obecnie nie zatrzymują się tam pociągi osobowe.